# Estação San Alberto Hurtado
A Estação San Alberto Hurtado é uma das estações do Metrô de Santiago, situada em Santiago, entre a Estação Ecuador e a Estação Universidad de Santiago. Faz parte da Linha 1.
Foi inaugurada em 15 de setembro de 1975. Localiza-se no cruzamento da Alameda com a Avenida Padre Alberto Hurtado. Atende a comuna de Estación Central.